# Șofronea
Șofronea é uma comuna romena localizada no distrito de Arad, na região histórica da Transilvânia. A comuna possui uma área de 34.90 km² e sua população era de 2684 habitantes segundo o censo de 2007.